# Ben Affleck
Benjamin Géza Affleck-Boldt (n. 15 august 1972, Berkeley, California, SUA), cunoscut mai mult ca Ben Affleck, este un actor, scenarist, producător și regizor de film american.
Considerat mai ales la începuturile carierei doar o figură frumoasă a Hollywood-ului, Affleck a reușit să se impună mai ales prin rolurile sale din pelicule controversate și stranii precum Dogma sau Good Will Hunting, capodoperă care i-a adus și un Premiu Oscar pentru cel mai bun scenariu, scris în colaborare cu bunul său prieten Matt Damon.

## Biografie
Este născut pe 15 august 1972 în Berkeley, California. Are un frate mai mic, Casey Affleck, de asemenea actor. Când Ben era încă copil, familia s-a mutat în Boston, Massachusetts, unde avea să facă primii săi pași spre o carieră artistică de succes. Își face debutul la vârsta de opt ani într-o producție școlară, iar în același an îl cunoaște pe Matt Damon, cu doi ani mai mare, care locuia pe aceeași stradă. Avea să fie o prietenie durabilă, care s-a împlinit și prin colaborările ulterioare ale celor doi.

### Studii și actorie
După stagii de învățământ la Universitatea din Vermont și la Occidental College din California, Affleck se decide să renunțe la studii în favoarea unei cariere la Hollywood. Începutul este dificil, actorul fiind nevoit să joace în producții modeste, majoritatea filme comerciale pentru televiziune și joacă pentru primă oară împreună cu Matt Damon în School Ties, o producție din 1992, fără succes. Cele mai importante roluri ale acelei perioade sunt aparițiile din Dazed and Confused (1993), regizat de Richard Linklater, și Mallrats (1995), în regia lui Kevin Smith.

### Good Will Hunting
Era însă mult prea puțin față de ce își dorea Affleck. Atât el cât și prietenul său Damon erau dezamăgiți de oferta de roluri de la Hollywood și devin tot mai atrași de peliculele indie și underground. Se decid să scrie ei înșiși un scenariu, în care să aibă, normal, rolurile principale. Casey Affleck le-a făcut cunoștință celor doi cu Gus Van Sant, regizor, care s-a arătat interesat de proiect. Datorită intervenției lui Van Sant, Miramax a semnat contractul, iar în 1997 se lansa pe ecrane povestea unui geniu în matematică, sub titlul Good Will Hunting, un mare succes.
Good Will Hunting le-a adus celor doi premiul Oscar pentru cel mai bun scenariu și peste noapte, din debutanți, Damon și Affleck au ajuns vedete consacrate și nume promițătoare în domeniu. Affleck a fost în atenția presei și datorită unei relații cu cunoscuta actriță Gwyneth Paltrow, deși legătura nu a durat cine știe cât.

### După succesul din 1997

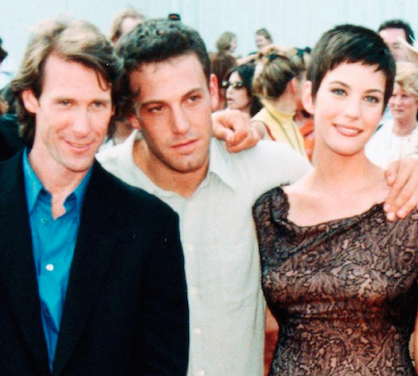
Michael Bay, Ben Affleck și Liv Tyler la premiera filmului Armageddon (1998)

Un an mai târziu, lucrând într-un ritm infernal, Affleck va juca în trei filme : Shakespeare în Love, Phantoms, Armageddon (un imens succes de box-office). Filmul Armageddon l-a consacrat pe Affleck drept un bun actor principal pentru blockbustere de Hollywood. În 1999 joacă în alte patru filme, roluri diverse și adesea dificile, dar pe care le duce la bun sfârșit. Dar atracția anului este pentru Affleck reunirea cu Damon și Smith pentru capodopera Dogma, un film controversat care a scandalizat și entuziasmat în egală măsură, o îmbinare inspirată de comedie neagră cu critică socială, avînd o tentă metafizică. Filmul a provocat Biserica, dar Affleck era deja un nume, așa că reputația sa a avut în cele din urmă de câștigat, iar scandalul a propulsat și mai mult filmul, dacă mai era nevoie.
În 2000 joacă fără prea mult succes alături de Charlize Theron în Reindeer Games, în rolul unui fost condamnat, pentru ca în 2001 să apară în superproducția Pearl Harbor, un mare succes, desființată însă fără milă de critici. 
Joacă într-un nou film din seria Smith, Jay and Silent Bob Strike Back (2001), un film excepțional și semnificativ pentru filmografia să, păstrând toate atributele filmelor underground, dar cu vedete de marcă și realizează alături de Matt Damon seria HBO Project: Greenlight. Îmbinând rolurile de la Hollywood cu astfel de producții, Affleck reușește să păstreze un fragil echilibru între succes și calitatea artistică a prestațiilor sale.
În 2002 joacă în Changing Lanes și The Sum of All Fears, apoi, în vara aceluiași an, în Daredevil, o încercare de a profita de succesul înregistrat de Spiderman. Chiar dacă fanii personajului de benzi desenate nu au fost tocmai încântați de film, iar producția a fost prea comercială chiar și pentru Hollywwod, Affleck avea să revină cu filme mult mai slabe, seria Gigli, Paycheck, Jersey Girl. Fie și numai unul dintre aceste filme putea distruge cariera unui actor mai puțin pregătit, dar ținând mai ales și de mediatizarea excesivă a relației sale cu Jennifer Lopez, alături de care joacă în Gigli, și care l-a făcut pe Ben Affleck mai curând o vedetă mondenă decât un actor, acesta a rămas în atenția fanilor și a presei.
Relația celor doi, avid vânată de tabloide, avea să se termine brusc, iar Affleck se va căsători în 2005 cu Jennifer Garner, starul din Alias. Mai joacă apoi în Man About Town, apare în Clerks II și se pregătește pentru noi producții, reușind să depășească o perioadă mai puțin fastă din carieră sa. În 2006 obține Premiul pentru cel mai bun Actor la Festivalul de film de la Veneția pentru rolul George Reeves din Hollywoodland.
După ce regizează Argo și joacă în propriul său film, este recompensat în 2013 la Gala Oscar, cu cel mai râvnit trofeu, Premiul Oscar pentru cel mai bun film.

## Filmografie
- Dazed and Confused (1993)
- Glory Daze (1996)
- Chasing Amy (1997)
- Good Will Hunting (1997)
- Shakespeare in Love (1998)
- Armageddon (1998)
- Pearl Harbor (2001)
- Daredevil (2003)
- Hollywoodland (2006)
- The Town (2010)
- Argo (2012)
- Gone Girl (2014)
- Batman v Superman: Dawn of Justice (2016)
- Suicide Squad (2016)
- Live by Night (2017)